# Булгартабак
„Булгартабак Холдинг Груп“ АД (борсов код: 57B / BTH) или само Булгартабак е български тютюнев холдинг. Основан през 1947 г. и със седалище в столицата София, холдингът включва 11 дъщерни акционерни дружества в тютюнопроизводителни райони на страната.
Булгартабак произвежда над 50 марки и подмарки цигари в своите модернизирани фабрики в София и Благоевград и използва както местен, така и вносен тютюн. Сред марките на компанията са Victory, Femina, Prestige, Eva, „Булгартабак“, MM, „Мелник“, Seven Hills, Global, Bridge, Tresor, BT, „Чарли“, „Невада“, Orient Express и т.н.

## Приватизация
През 2011 г., на ОАО Банк ВТБ, втората по големина банка в Русия, придобива мажоритарен дял в „Булгартабак“, след като единственият кандидат е предложил да плати 100,1 милиона евро (145,00 милиона щатски долара) за 80% дял.